# Srpska Open 2023
Srpska Open 2023 byl tenisový turnaj na mužském profesionálním okruhu ATP Tour hraný v Národním tenisovém komplexu Republiky srbské. Probíhal mezi 17. a 23. dubnem 2023 v Banja Luce v Bosně a Hercegovině na otevřených antukových dvorcích. Rodina Djokovićových organizující Serbia Open přesunula na jeden rok turnaj do banjaluckého komplexu z Bělehradu, aby mohla zrekonstruovat srbský areál a požádat o licenci ve vyšší kategorii ATP Tour 500. Ředitelem turnaje zůstal Djorde Djoković.
Turnaj dotovaný 630 705 eury patřil do kategorie ATP Tour 250. Nejvýše nasazeným singlistou se stal první tenista světa Novak Djoković ze Srbska, kterého ve čtvrtfinále vyřadil Lajović. Jako poslední přímý účastník do dvouhry nastoupil 108. hráč žebříčku, Francouz Luca Van Assche, jenž po výhře nad Wawrinkou podlehl Djokovićovi ve třech setech. V důsledku invaze Ruska na Ukrajinu na konci února 2022 řídící organizace tenisu ATP, WTA a ITF s grandslamy rozhodly, že ruští a běloruští tenisté mohli dále na okruzích startovat, ale do odvolání nikoli pod vlajkami Ruska a Běloruska.
Druhý singlový titul na okruhu ATP Tour vybojoval 32letý Srb Dušan Lajović, jenž poprvé v kariéře porazil dva členy elitní světové desítky na jediném turnaji. Po skončení se posunul o třicet míst výše, na 40. příčku žebříčku. Čtyřhru ovládli Brit Jamie Murray s Novozélanďanem Michaelem Venusem a získali druhou společnou trofej.

## Rozdělení bodů a finančních odměn

### Rozdělení bodů
| Soutěž  | Soutěž | vítězové | finalisté | semifinalisté | čtvrtfinalisté | 16 v kole | 28 v kole | Q  | Q2 | Q1 |
| ------- | ------ | -------- | --------- | ------------- | -------------- | --------- | --------- | -- | -- | -- |
| dvouhra | [ 4 ]  | 250      | 150       | 90            | 45             | 20        | 0         | 12 | 6  | 0  |
| čtyřhra | [ 9 ]  | 250      | 150       | 90            | 45             | 0         | —         | —  | —  | —  |

### Finanční odměny
| Soutěž                                | Soutěž       | vítězové | finalisté | semifinalisté | čtvrtfinalisté | 16 v kole | 28 v kole | Q2      | Q1      |
| ------------------------------------- | ------------ | -------- | --------- | ------------- | -------------- | --------- | --------- | ------- | ------- |
| dvouhra                               | [ 4 ] [ 10 ] | 85 605 € | 49 940 €  | 29 355 €      | 17 010 €       | 9 880 €   | 6 035 €   | 3 020 € | 1 645 € |
| čtyřhra                               | [ 9 ]        | 29 740 € | 15 910 €  | 9 330 €       | 5 220 €        | 3 070 €   | —         | —       | —       |
| částka ve čtyřhrách je uvedena na pár |              |          |           |               |                |           |           |         |         |

## Mužská dvouhra

### Nasazení
| Stát                          | Hráč              | ATP | Nasazení |
| ----------------------------- | ----------------- | --- | -------- |
| Srbsko                        | Novak Djoković    | 1.  | 1.       |
|                               | Andrej Rubljov    | 6.  | 2.       |
| Chorvatsko                    | Borna Ćorić       | 20. | 3.       |
| Srbsko                        | Miomir Kecmanović | 34. | 4.       |
| Nizozemsko                    | Tallon Griekspoor | 35. | 5.       |
| Česko                         | Jiří Lehečka      | 42. | 6.       |
| Francie                       | Richard Gasquet   | 43. | 7.       |
| Francie                       | Grégoire Barrère  | 57. | 8.       |
| Žebříček ATP k 10. dubnu 2023 |                   |     |          |

### Jiné formy účasti
Následující hráči obdrželi divokou kartu do hlavní soutěže:
- Damir Džumhur
- Hamad Medjedović
- Gaël Monfils

Následující hráči postoupili z kvalifikace:
- Radu Albot
- Dino Prižmić
- Abdullah Shelbayh
- Elias Ymer

Následující hráč postoupil z kvalifikace jako šťastný poražený:
- Liam Broady

### Odhlášení
před zahájením turnaje
- Benjamin Bonzi → nahradil jej  Hugo Gaston
- Marco Cecchinato → nahradil jej  Liam Broady
- Fabio Fognini → nahradil jej  Taró Daniel

## Mužská čtyřhra

### Nasazení
| Stát                                                                                   | Hráč               | Stát        | Hráč          | ATP  | Nasazení |
| -------------------------------------------------------------------------------------- | ------------------ | ----------- | ------------- | ---- | -------- |
| Spojené království                                                                     | Jamie Murray       | Nový Zéland | Michael Venus | 44.  | 1.       |
| Belgie                                                                                 | Sander Gillé       | Belgie      | Joran Vliegen | 89.  | 2.       |
| Francie                                                                                | Sadio Doumbia      | Francie     | Fabien Reboul | 101. | 3.       |
| Kolumbie                                                                               | Nicolás Barrientos | Uruguay     | Ariel Behar   | 113. | 4.       |
| Žebříček ATP k 10. dubnu 2023; číslo je součtem žebříčkového postavení obou členů páru |                    |             |               |      |          |

### Jiné formy účasti
Následující páry obdržely divokou kartu do hlavní soutěže:
- Marco Cecchinato /  Nenad Zimonjić
- Ivan Sabanov /  Matej Sabanov

Následující páry nastoupily z pozice náhradníků:
- Andrej Golubjev /  Denys Molčanov
- Aldin Šetkić /  Jason Taylor

### Odhlášení
před zahájením turnaje
- Tomislav Brkić /  Gonzalo Escobar → nahradili je  Gonzalo Escobar /  Diego Hidalgo
- Marco Cecchinato /  Nenad Zimonjić → nahradili je  Andrej Golubjev /  Denys Molčanov
- Federico Coria /  Hugo Dellien → nahradili je  Ajsám Kúreší /  Hunter Reese
- Andrej Rubljov /   Roman Safiullin → nahradili je  Aldin Šetkić /  Jason Taylor

## Přehled finále

### Mužská dvouhra
- Dušan Lajović vs. Andrej Rubljov, 6–3, 4–6, 6–4

### Mužská čtyřhra
- Jamie Murray /  Michael Venus vs.  Francisco Cabral /  Oleksandr Nedověsov, 7–5, 6–2